# 746 (číslo)
Sedm set čtyřicet šest je přirozené číslo. Následuje po čísle sedm set čtyřicet pět a předchází číslu sedm set čtyřicet sedm. Římskými číslicemi se zapisuje DCCXLVI a řeckými číslicemi ψμς.

## Matematika
746 je:
- Deficientní číslo
- Poloprvočíslo
- Nešťastné číslo

## Astronomie
- (746) Marlu je planetka hlavního pásu, kterou objevil v roce 1913 Franz Kaiser

## Roky
- 746
- 746 př. n. l.